# Stefan Rosenbauer
Stefan Rosenbauer   (Biberach an der Riß, 24 de març de 1896 - Rio de Janeiro, 18 d'agost de 1967) va ser un tirador d'esgrima alemany que va competir a començaments del segle xx.
El 1936 va prendre part en els Jocs Olímpics de Berlín, on guanyà la medalla de bronze en la prova del floret per equips del programa d'esgrima.
En el seu palmarès també destaquen dues medalles de bronze al Campionat internacional d'esgrima, el 1934 i 1935, i tres campionats nacionals, dos d'espasa (1931, 1932) i un de floret (1933).
El 1939 emigrà al Brasil, on fou un destacat fotògraf.